# Lagefestpunktfeld
Ein Lagefestpunktfeld ist eine der Grundlagen für die Landesaufnahme und die Kartografie. Die Lagefestpunktfelder beruhen auf der Messung weiträumiger Dreiecke, woraus durch trigonometrische Berechnungen ein schrittweise verdichtetes Vermessungsnetz entsteht.
In den heutigen Industrieländern wurden solche Netze meist schon im 18. und 19. Jahrhundert gemessen. Als Zentralpunkt dieser Landesvermessungen wählte man einen günstig gelegenen Fundamentalpunkt, auf dem durch Astronomen die genaue geografische Breite (oft auch die Länge) und ein bis zwei Azimute (Richtungen) zu weit entfernten Netzpunkten gemessen wurden. Für Preußen war dies z. B. der Zentralpunkt Rauenberg in Berlin, für Österreich-Ungarn der Hermannskogel bei Wien.

## Klassisches Prinzip der Punktbestimmung
Die Festpunkte resultieren aus einem Dreiecksnetz, dessen Konfiguration ausschließlich durch Winkelmessung bestimmt wurde. Messgeräte waren Universalinstrumente und Triangulations-Theodolite. Der Netzmaßstab leitete sich von einer mehrere Kilometer langen, mit Millimeter-Genauigkeit vermessenen Basislinie (Grundlinie oder „Basis“) ab.
Die etwa 5 km voneinander entfernt liegenden Trigonometrischen Punkte (TP) wurden lokal durch weitere Vermessungspunkte auf Punktabstände von etwa 1 km verdichtet bzw. in Stadtgebieten mittels Fotogrammetrie sogar auf 300 bis 500 Meter (Einschaltpunkte). Die Grenz- und Detailvermessungen wurden an diese Messpunkte angeschlossen, die Richtungen auf gut sichtbare Fernpunkte (Kirchen, Funkmaste etc.) bezogen.

## Neuere Methoden
Ab den 1960er-Jahren kam zusätzlich elektronische Distanzmessung (EDM) zum Einsatz, die über viele Kilometer bald Zentimeter-Genauigkeit erreichte. Ab etwa 1970 kamen für das Netz erster Ordnung (Punktabstände von etwa 30 km) auch Methoden der Satellitengeodäsie hinzu.
Heutige Festpunktfelder müssen nicht mehr so engmaschig sein, da mit GPS-Theodoliten und modernen Tachymetern Distanzen von 1 bis 2 km rasch zu überbrücken sind.